# Эн-Наджаф
Эн-На́джаф (ан-Неджеф, Эн-Не́джеф; араб. النجف‎) — город на юге Ирака, в 160 км к югу от Багдада. Административный центр провинции Наджаф. Население по оценочным данным на 2003 год составляет около 820 000 человек.
По преданиям, основан в 791 году халифом Харуном ар-Рашидом.
Крупнейший на юге Ирака священный город мусульман-шиитов, место их паломничества к гробнице халифа и первого имама шиитов Али, двоюродного брата и зятя пророка Мухаммада. Центр шиитской политической жизни в Ираке. По количеству мусульманских паломников, посещающих этот город ежегодно, уступает лишь Мекке и Медине.

## География
Расположен примерно в 160 км к югу от Багдада и в 60 км к югу от города Хилла, на правом берегу реки Евфрат, на высоте 17 м над уровнем моря. Торгово-транспортный центр на пути в Саудовскую Аравию.

## Климат
Город имеет очень засушливый, жаркий климат.
| Показатель                    | Янв. | Фев. | Март | Апр. | Май | Июнь | Июль | Авг. | Сен. | Окт. | Нояб. | Дек. | Год  |
| ----------------------------- | ---- | ---- | ---- | ---- | --- | ---- | ---- | ---- | ---- | ---- | ----- | ---- | ---- |
| Средний суточный максимум, °C | 14   | 18   | 23   | 30   | 36  | 41   | 42   | 42   | 39   | 33   | 23    | 17   | 29,8 |
| Средний суточный минимум, °C  | 7    | 9    | 13   | 19   | 23  | 28   | 29   | 29   | 27   | 21   | 13    | 8    | 18,8 |
| Норма осадков, мм             | 3    | 1,3  | 1,3  | 1,3  | 0,5 | 0    | 0    | 0    | 0    | 0,5  | 1     | 1    | 9,9  |

## История

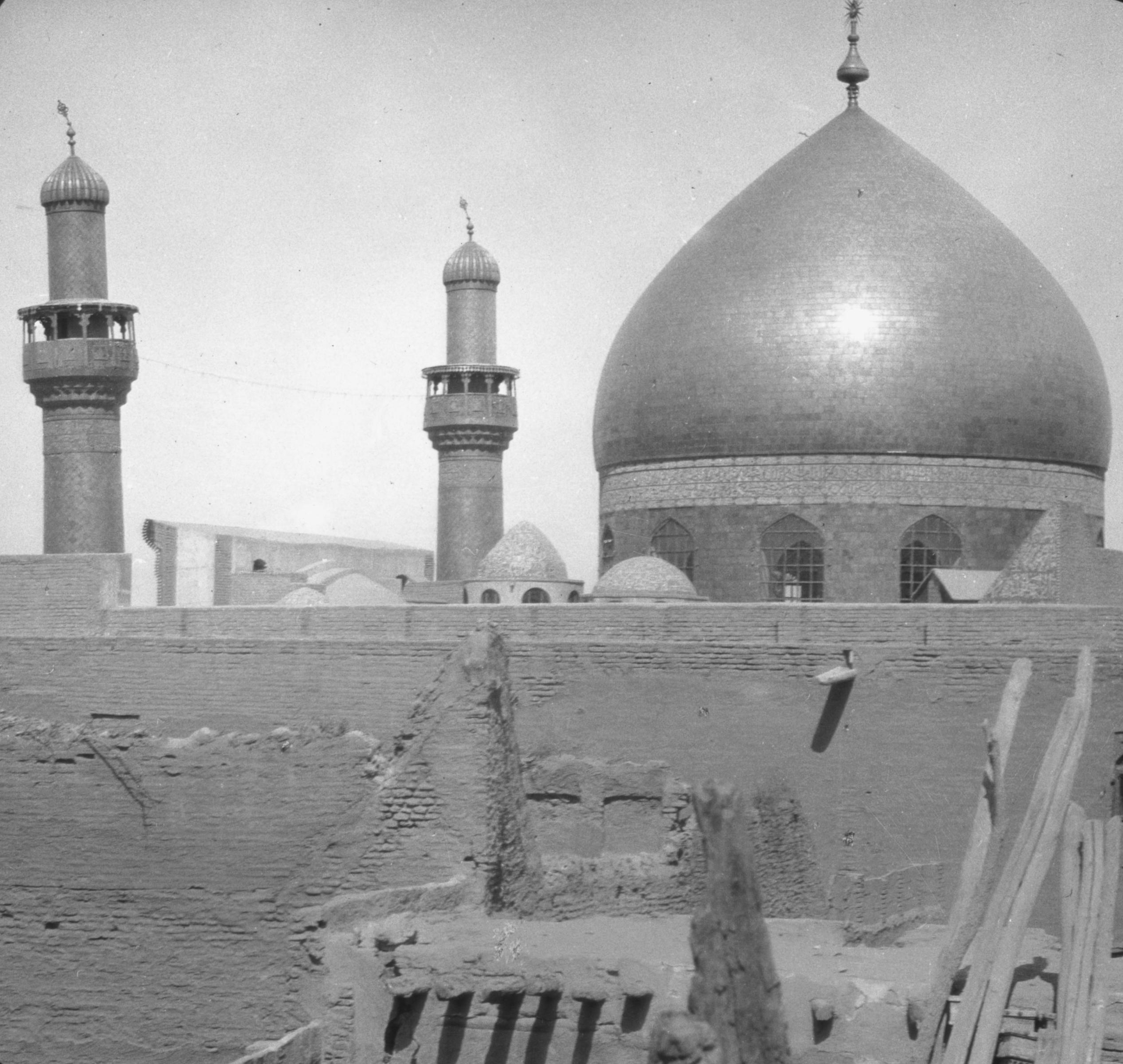
Мечеть Имама Али, 1932.

Наджаф расположен в 30 км к югу от древнего города Вавилона и в 400 км к северу от древнего библейского города Ура. Сам город был, по общему мнению, основан в 791 году халифом Аббасидов Харуном ар-Рашидом.

### Доисламский период
Наджаф возник задолго до появления ислама. Археологические находки доказывают существование населения в регионе начиная с времён Иисуса. Наджаф обладает одним из крупнейших захоронений христиан.

### Исламский период
Согласно исламской традиции, праведный халиф Али ибн Абу Талиб учил, что место его захоронения должно остаться тайной, так как у него было много врагов, и он боялся, что его тело может быть подвергнуто унижению после смерти. Тело мёртвого Али было перекинуто через круп верблюда, который был отправлен прочь из Куфы. Верблюд остановился в нескольких милях к западу от нынешнего Наджафа, где тело имама было тайно похоронено. Место захоронения оставалось неизвестным в течение десятилетий. Более чем через сто лет халиф Аббасидов Харун ар-Рашид отправился на охоту на оленя из Куфы, и олень спрятался в убежище, где псы не могли преследовать его. Халиф обнаружил могилу и, расспросив местных жителей, понял, что это было место захоронения Али. Харун ар-Рашид приказал возвести мавзолей, вокруг которого в своё время вырос город Наджаф.
Во времена Османской империи город подвергался постоянным набегам арабских кочевых племён и испытывал трудности с водоснабжением, в связи с чем резко упала численность постоянных жителей. Проблемы с водой были решены к началу XIX века, но к этому времени город уже утратил своё значение как центр паломничества и восстановил его лишь во второй половине XX века.
В начале XVI века число заселённых домов в городе упало с 3000 до 30. Когда португальский путешественник Педро Тейшейра проходил Наджаф в 1604 году, он обнаружил город в руинах, населённый немногим больше, чем 500 жителями. Это было в значительной степени результатом изменения русла Евфрата к востоку в направлении Хиллы, что оставило Наджаф и Куфу без воды и привело к упадку богатых прежде пальмовых рощ и садов, засолению подземных вод.
В XVIII веке в научной жизни Наджаф начали доминировать персоязычное улемы из Ирана.
Город был осаждён ваххабитами в конце XVIII века, что побудило духовенство города организовать строительство стены вокруг города и подземных убежищ для женщин и детей. Эти укрепления успешно выдержали последующую осаду ваххабитов.
Османы были изгнаны из города восстанием 1915 года, после чего город перешёл в руки Британской империи. Шейхи Наджафа восстали в 1918 году, убив британского губернатора города и перекрыв поставки зерна племени Аназа, союзникам британцев. В отместку англичане осадили город и отрезали его от водоснабжения. Восстание было подавлено, и господство шейхов было свергнуто. Большое количество шиитских улемов были изгнаны в Персию, где они поселились в городе Кум, сделав его новым центром обучения шиитов.

### Современность
В 1965 году в Неджафе поселился аятолла Хомейни, лидер и руководитель иранской антишахской оппозиции. В конце 1978 года под давлением иракских властей он был вынужден уехать во Францию, а в 1979 году триумфально вернулся в Иран и возглавил новое исламское государство.
При Саддаме Хусейне религиозная деятельность иракских шиитов подвергалась ограничениям, учитывая доминирующее положение представителей суннитского направления ислама и близость шиитов по своим религиозным верованиям к соседнему Ирану.

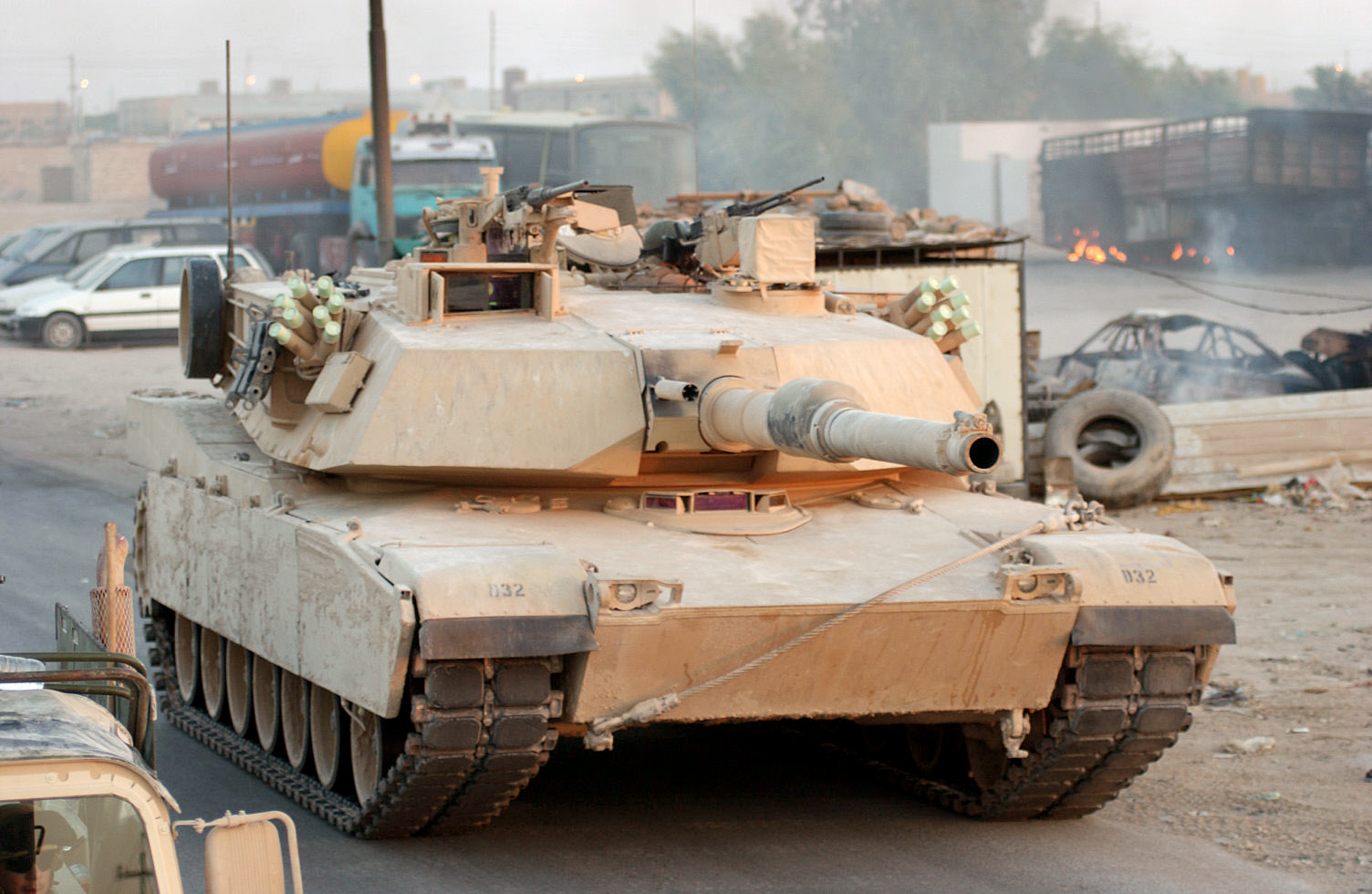
Американский танк М1 Абрамс на улицах Наджафа, 2004

В 1991 году, во время Войны в Заливе, в Наджафе вспыхнуло массовое восстание, жестоко подавленное иракской армией. Городу были причинены значительные разрушения, но он был восстановлен.
В феврале 1999 года был убит духовный лидер Наджафа Мохаммед Садек ас-Садр и двое его сыновей. В убийствах обвинили режим Саддама Хусейна. Дело отца продолжил его сын, молодой радикальный лидер Муктада ас-Садр.
Во время американского вторжения в 2003 году город был окружён наступающими войсками, 26-27 марта под городом произошёл самый ожесточённый бой с начала вторжения, но не подвергался штурму из опасения политических последствий и сдался без боя дней через десять, почти одновременно с падением Багдада.
В Багдаде существует район (так называемый «Садр-сити», именуемый так в честь Садека ас-Садра), населённый примерно 2 миллионами шиитов, которые считают себя автономными от центральных властей и выполняют распоряжения Муктады ас-Садра, поступающие из Наджафа.
Наджаф стал оплотом шиитских повстанцев, возглавляемых ас-Садром. Вооружённые отряды, которыми он руководит, именуют себя «Армией Махди» (у шиитов Махди — это мессия, спаситель, так называемый «скрытый» имам, который, по преданию, бесследно исчез в детском возрасте, но появится перед «концом света» и восстановит на земле справедливость).
В апреле-мае 2004 года «Армия Махди» развернула хорошо скоординированное восстание по всему центральному и южному Ираку в попытке установить контроль над страной до планировавшейся на 30 июня передачи власти новому иракскому правительству. Восстание завершилось перемирием с американскими оккупационными властями. Муктада ас-Садр повысил свой авторитет и закрепился в Наджафе, который вошёл в зону ответственности польского контингента оккупационных сил.
В августе 2004 года город вновь стал ареной боёв (см. Битва при ан-Наджафе (2004)). 5 августа Армия Махди напала на иракский полицейский участок в 1 час ночи. Губернатор призвал на помощь коалиционные войска, и около 11 часов разгорелся бой в черте Вади ас-Салам, крупнейшего кладбища в мусульманском мире. В город были введены танки и 3 батальона американских морских пехотинцев. После нескольких дней боёв очаги конфликта были перенесены в окрестности мечети имама Али, когда Армия Махди укрылась там. Американские морские пехотинцы окружили местность и начали осаду. Армия Махди использовала гостиницы, выходившие на кладбище, как пулемётные позиции. Два минарета мечети были повреждены огнём артиллерии. 26 августа два американских F-16 нанесли авиаудар по позициям повстанцев, что заставило их оставить Наджаф. Наутро было достигнуто соглашение о прекращении огня.

## Достопримечательности

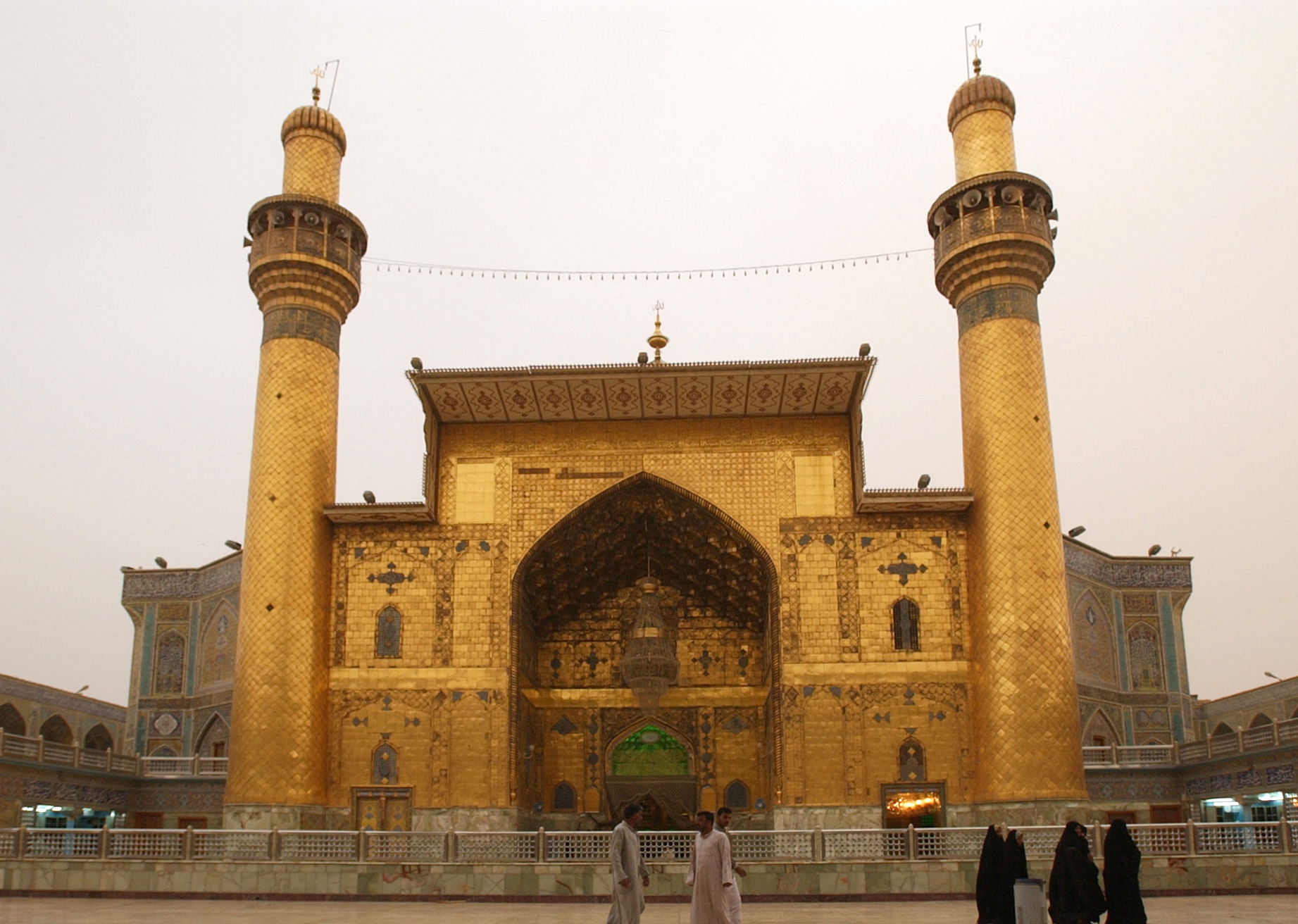
Мавзолей-мечеть Али в Эн-Наджафе

Наджаф считается священным городом как для шиитов, так и для суннитов. Главный архитектурный памятник города — мавзолей-мечеть имама Али.
Среди хранящихся в мавзолее имама Али предметов — 550 манускриптов Корана, в том числе экземпляр, написанный, рукой самого имама. Кроме того, там хранятся 420 ювелирных украшений — короны, ожерелья и другие изделия из золота, инкрустированные драгоценными камнями, 214 золотых подсвечников и кадильниц, редкая коллекция из 325 ковров.
Недалеко от мавзолея имама Али расположена так называемая Долина мира (Вади ас-Салам) — гигантское шиитское кладбище, куда свозят для захоронения покойных не только со всего Ирака, но и из других стран, где распространён шиизм. Для шиитов считается почётным быть похороненным рядом с имамом Али в ожидании Судного дня. Здесь же находятся могилы нескольких других исламских выдающихся личностей.
В течение многих веков вокруг святыни было возведено множество больниц, школ, библиотек, суфийских монастырей, что превратило город в центр шиитской теологии. В годы правления Саддама Хусейна многие из них были сильно повреждены, когда прямо через Долину мира было проложено шоссе.
Наджафская семинария считается одним из важнейших центров обучения в исламском мире. Аятолла Хомейни преподавал там с 1964 по 1978 год. Многие из ведущих деятелей нового исламского движения, возникшего в Ираке, Иране и Ливане в 1970-х годах, учились в Наджафе.